# Sageraea listeri
Sageraea listeri är en kirimojaväxtart som beskrevs av George King. Sageraea listeri ingår i släktet Sageraea och familjen kirimojaväxter. Inga underarter finns listade i Catalogue of Life.